# Neopsylla japonica
Neopsylla japonica är en loppart som beskrevs av Kumada 1958. Neopsylla japonica ingår i släktet Neopsylla och familjen mullvadsloppor. Inga underarter finns listade i Catalogue of Life.